# 馮先銘
馮先銘（1921年－1993年）中國古代陶瓷學者，北京故宮博物院研究員。他將古代文獻、藏品與實地調查相結合，成為古陶瓷研究的開拓者，創立了陶瓷展覽的新模式，被譽為“中國古陶瓷研究第一知名學者”。

## 主要著述

### 個人著述
- 龍泉青瓷
- 定窯
- 宋元清的瓷
- 中國古陶瓷論文集
- 中國古陶瓷文獻集釋

### 主編
- 中國陶瓷史
- 中國古陶瓷圖典
- 清盛世瓷
- 中國陶瓷